# Bošnjane (Rača)
Pour les articles homonymes, voir Bošnjane.
Bošnjane (en serbe cyrillique : Бошњане) est un village de Serbie situé dans la municipalité de Rača, district de Šumadija. Au recensement de 2011, il comptait 485 habitants.

## Démographie

### Évolution historique de la population
| 1948  | 1953  | 1961 | 1971 | 1981 | 1991 | 2002 | 2011 |
| ----- | ----- | ---- | ---- | ---- | ---- | ---- | ---- |
| 1 067 | 1 061 | 975  | 865  | 783  | 702  | 559  | 485  |

|  |